# سیارک ۵۹۵

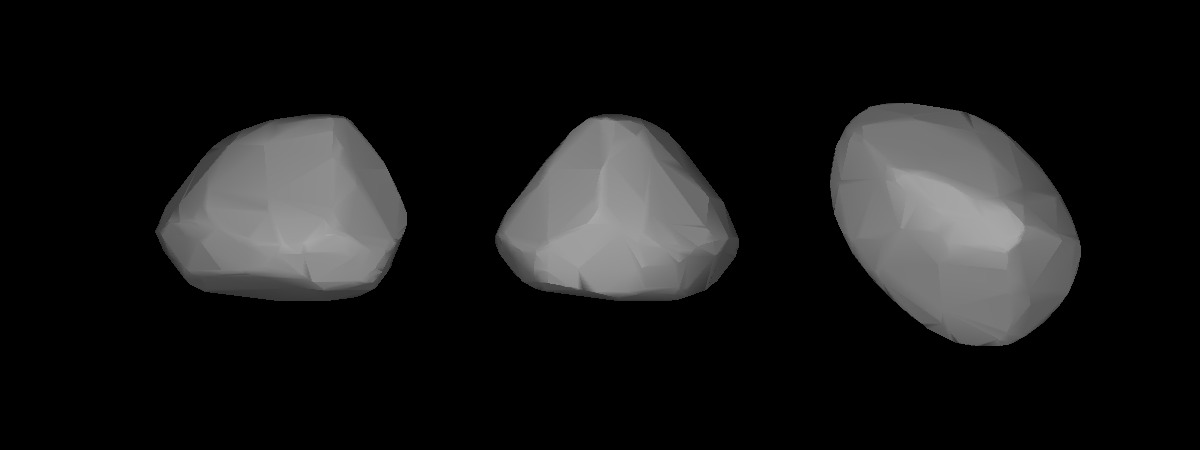
مدل سه‌بُعدی سیارک ۵۹۵ بر طبق منحنی نور آن

سیارک ۵۹۵ (به انگلیسی: 595 Polyxena، نامگذاری:1906TZ) پانصد و نود و پنجمین سیارک کشف شده‌است که در ۲۷ مارس ۱۹۰۶ و در هایدلبرگ کشف شد.
قدر مطلق سیارک برابر ۸٫۰۰ است.